# Юн Чін Ї
Юн Чін Ї (кор. 윤진이) — південнокорейська акторка.

## Біографія
Юн Чін Ї народилася 27 липня 1990 року в південнокорейському місті Теджон. Акторську кар'єру розпочала зі зйомок в романтично-комедійному серіалі «Гідність джентльмена», що транслювався влітку 2012 року на каналі SBS. Вдала гра молодої акторки сподобалася публіці й принесла Чін Ї перші акторські нагороди. У наступні роки вона зіграла другорядні ролі в кількох популярних серіалах, що ще більше підвищило впізнаваність акторки на батьківщині. У 2015 році Чін Ї запросили зіграти роль шпигунки в гонконзькому трилері «Геліос». Далі були ролі в кількох сімейних драмах, зокрема у 2018 році Чін Ї зіграла одну з головних ролей в популярному серіалі вихідного дня «Мій єдиний».

## Фільмографія

### Телевізійні серіали
| Рік       | Назва                      | Роль                             | Мережа |
| --------- | -------------------------- | -------------------------------- | ------ |
| 2012      | «Гідність джентльмена»     | Ім Ме Рі                         | SBS    |
| 2013      | «Чосонський втікач»        | Со Бек                           | KBS2   |
| 2013      | «Відповідь у 1994»         | Чін Ї / Дї-Дї (16 та 17 серії)   | tvN    |
| 2014      | «Це нормально, це кохання» | Лі Пуль Іп (1 та 2 серії)        | SBS    |
| 2014      | «Відкриття кохання»        | Ан А Рім                         | KBS2   |
| 2016      | «Щасливий дім»             | Чу Се Рі                         | MBC    |
| 2016      | «Звук твого серця»         | не справжня Е Бон (7 та 8 серії) | KBS2   |
| 2017      | «Спогади Хан Йо Рим»       | Юн Хе Рі                         | JTBC   |
| 2018-2019 | «Мій єдиний»               | Чан Да Я                         | KBS2   |
| 2021-2022 | «Панночка і джентльмен»    | Лі Се Рьон                       | KBS2   |

### Фільми
| Рік  | Назва                        | Роль        |
| ---- | ---------------------------- | ----------- |
| 2014 | «Ми — Брати»                 | Йо Іль      |
| 2015 | «Геліос» (гонконзький фільм) | Сін Мі Кьон |

## Нагороди
| Рік  | Нагорода                          | Категорія                        | Робота                 | Результат | Прим. |
| ---- | --------------------------------- | -------------------------------- | ---------------------- | --------- | ----- |
| 2012 | 5-та Премія корейської драми      | Краща нова акторка               | «Гідність джентльмена» | Перемога  |       |
| 2012 | 1-ша Премія зірок К-драми         | Висхідна зірка                   | «Гідність джентльмена» | Перемога  | [ 4 ] |
| 2012 | 20-та Премія SBS драма            | Краща пара (разом з Кім Мін Чон) | «Гідність джентльмена» | Перемога  | [ 5 ] |
| 2012 | 20-та Премія SBS драма            | Нова зірка                       | «Гідність джентльмена» | Перемога  | [ 5 ] |
| 2013 | 8-й Азійський модельний фестиваль | Нова зірка (акторки)             | «Гідність джентльмена» | Перемога  |       |
| 2013 | 49-та Премія мистецтв Пексан      | Краща нова акторка телебачення   | «Гідність джентльмена» | Номінація |       |
| 2018 | 32-га Премія KBS драма            | Краща акторка другого плану      | «Мій єдиний»           | Перемога  | [ 6 ] |